# Turzonowie

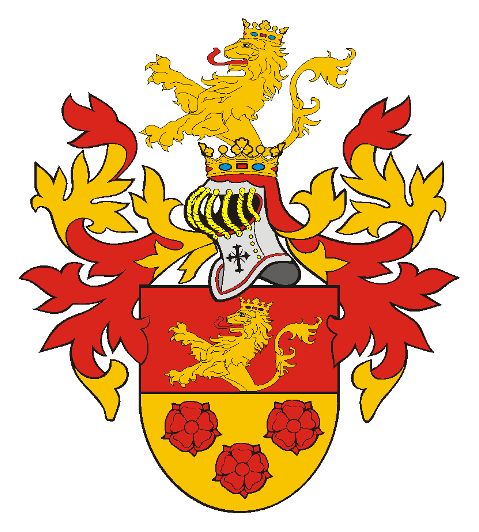
Herb rodowy Turzonów

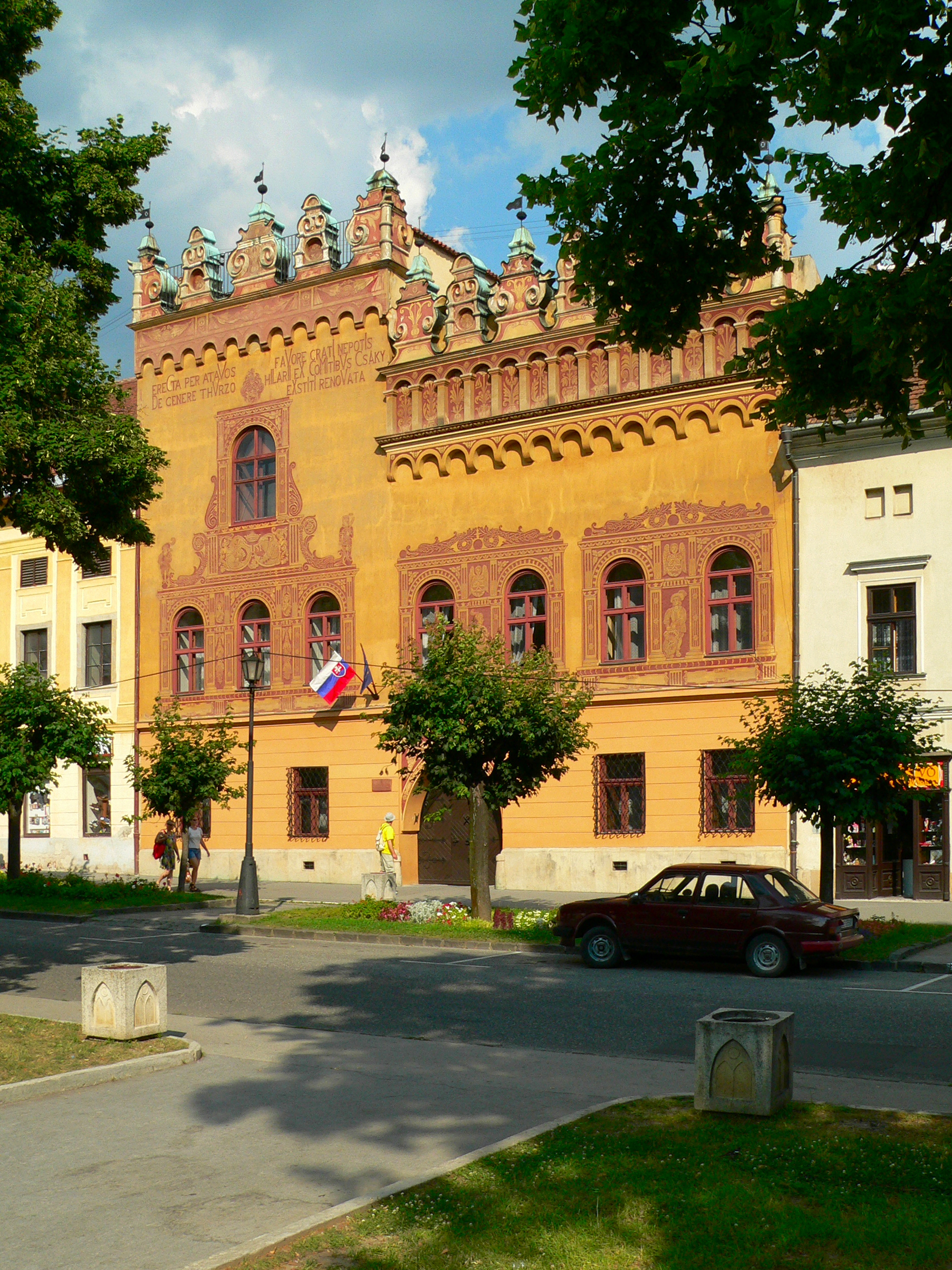
Renesansowy dom Turzonów przy placu Mistrza Pawła w Lewoczy

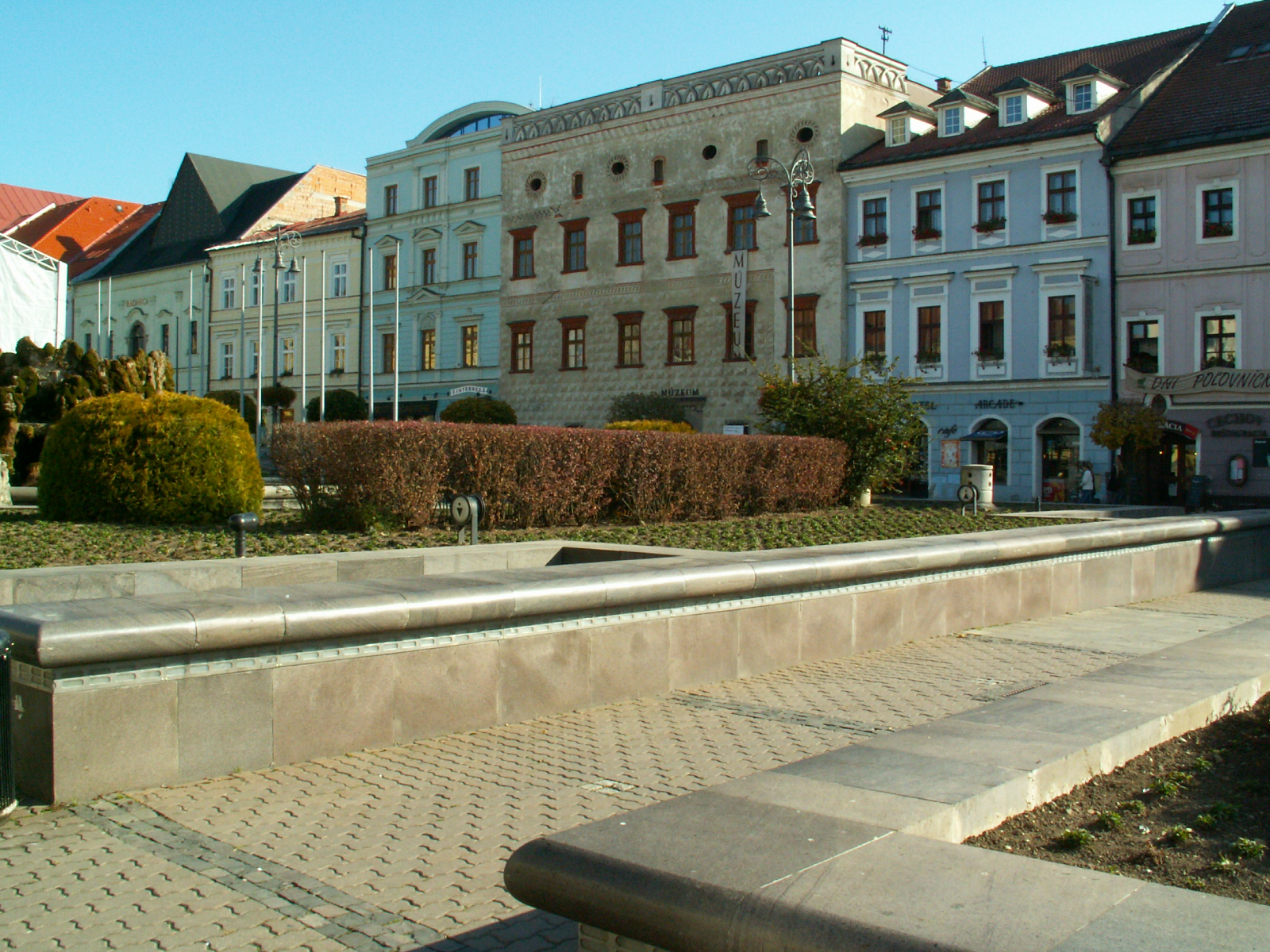
Dom Turzonów przy placu Słowackiego Powstania Narodowego w Bańskiej Bystrzycy

Turzonowie (Thurzo, Thurzonowie) lub Thurzo von Bethlenfalva – węgierski ród szlachecki. Wygasł na początku XVII wieku. 
Rodzina wywodzi się z miejscowości Betlanovce na Spiszu (dziś Słowacja). W XVI w. podzielili się na dwie główne linie: orawsko-bytczańską i spisko-augsburską. Rodzina ta, związana z węgierskim górnictwem kruszców, zawiązała z końcem XV w. spółkę handlową z Fuggerami, która wkrótce stała się jednym z największych europejskich potentatów przemysłowo-handlowych i największym światowym producentem miedzi. Na Śląsku w latach 1517–1548 władali pszczyńskim państwem stanowym. Ostatnimi z rodu byli Emeryk z Zamku Orawskiego (zm. 1621) i Michał z Zamku Spiskiego (zm. 1636).
Bezpośrednia bliskość położenia "gniazd" rodowych oraz fakt identyczności, z nieznaczną zmianą tynktur, rysunku herbu rodowego Turzonów z herbem rodowym rodu Hencklów von Donnersmarck może być potwierdzeniem tezy, że obydwa rody – jak mówi jedna z rodzinnych legend – są ze sobą bardzo blisko spokrewnione.

## Przedstawiciele
- Jan Thurzo, (zm. 1508) burmistrz Krakowa
- Jerzy Thurzo, (zm. 1521), burmistrz Krakowa
- Jan V Thurzo, (zm. 1520), bp Wrocławia
- Aleksy Thurzo, (zm. 1543) pan Pszczyny, żupan spiski, palatyn Węgier
- Jan Thurzo (zm. 1558), pan Pszczyny, żupan spiski
- Stanisław Thurzo (zm. 1540), bp Ołomuńca
- Zygmunt Thurzo (zm. 1512), bp Nitry, Siedmiogrodu, Waradynu (dziś Oradea)
- Franciszek I Thurzo (zm. 1574), bp Nitry, żupan orawski
- Jerzy VII Thurzo (zm. 1616) żupan orawski, palatyn Węgier
- Stanisław III Thurzo, (zm. 1625), żupan spiski, palatyn Węgier

## Literatura
- A. Kuzio-Podrucki, Henckel von Donnersmarckowie. Kariera i fortuna rodu, Bytom 2004 (rozdz. I-1. Turzo von Bethlenfalva (zarys dziejów))